# Herbert Huber (Skirennläufer)
Herbert Huber (* 4. Dezember 1944 in Kitzbühel; † 15. Juli 1970 ebenda) war ein österreichischer Skirennläufer, der vor allem auf die technischen Disziplinen Slalom und Riesenslalom spezialisiert war. Er gewann die Silbermedaille im Slalom bei den Olympischen Winterspielen 1968, siegte in drei Weltcuprennen und erreichte jeweils einen dritten Platz im Gesamtweltcup und im Riesenslalomweltcup sowie Rang vier im Slalomweltcup. 1966 und 1968 wurde er Österreichischer Meister im Slalom.

## Biografie
Herbert Huber kam wie sein älterer Bruder Fritz durch seinen Vater zum Skirennsport. Im Winter 1965 gelangen ihm erste Siege in FIS-Rennen im Libanon und 1966 erreichte er zweite Plätze im Slalom von Mürren sowie in Slalom und Kombination von Hemsedal. Im Februar 1966 wurde er Österreichischer Meister im Slalom und Vizemeister in der Kombination und sicherte sich nicht zuletzt damit einen Startplatz für die im Sommer stattfindenden Weltmeisterschaften 1966 in Portillo. Dort schied er jedoch im ersten Slalomdurchgang aus.
Im ersten Weltcuprennen der Geschichte, einem Slalom am 5. Jänner 1967 in Berchtesgaden, erzielte Huber den achten Platz. Nach weiteren Top-10-Ergebnissen stand er am 11. März als Dritter des Slaloms von Franconia erstmals auf dem Siegerpodest und feierte zwei Wochen später im Slalom von Jackson Hole seinen ersten Weltcupsieg. Damit wurde er in der Saison 1967 Sechster im Slalomweltcup und Achter im Gesamtweltcup. In der Saison 1968 erzielte Huber zunächst mehrere Top-10-Resultate im Weltcup. Bei den Olympischen Winterspielen 1968 in Grenoble, die auch als Weltmeisterschaften zählten, belegte er den dritten Platz im Slalom hinter Karl Schranz und Jean-Claude Killy. Nach der Disqualifikation von Schranz gewann Huber die Silbermedaille. Im März und April gewann er zwei Riesenslaloms in Rossland und Heavenly Valley und erzielte zwei zweite Plätze in den Slaloms von Aspen und Heavenly Valley. Damit erreichte er in seiner erfolgreichsten Weltcupsaison – die Olympischen Spiele zählten ebenfalls zum Weltcup – den dritten Platz im Gesamt- und Riesenslalomweltcup sowie Rang vier im Slalomweltcup, jeweils als bester Österreicher. Zudem wurde er 1968 zum zweiten Mal Österreichischer Slalommeister.
In der Saison 1968/69 blieb Huber zwar ohne Sieg, fuhr aber in acht der neun Weltcupslaloms unter die besten zehn und stand dreimal als Zweiter und einmal als Dritter auf dem Siegerpodest, womit er im Slalomweltcup fünf Punkte hinter den vier ex-aequo-Erstplatzierten Jean-Noël Augert, Patrick Russel, Alfred Matt und Alain Penz den fünften Platz belegte. Im Riesenslalom gelangen ihm hingegen nur zwei zehnte Plätze, weshalb er auch im Gesamtweltcup auf Rang zehn zurückfiel. In der Saison 1969/70 erreichte Huber nur noch in den Rennen von Lienz im Dezember die Punkteränge. Er wurde Neunter im Riesenslalom und Zweiter im Slalom. Danach fuhr er in keinem Weltcuprennen mehr unter die besten zehn.
Am 15. Juli 1970 beging Huber, der an Depressionen litt und nach dem Qualifikationsrennen für den WM-Slalom 1970 (am 7. Februar, einen Tag vor dem eigentlichen Bewerb – er hatte sich erst in einer zweiten Runde gegen einen sogenannten Ski-Exoten aus Rumänien durchgesetzt) einen Nervenzusammenbruch erlitten hatte, in seiner Wohnung in Kitzbühel Suizid. Er wurde auf dem Stadtfriedhof Kitzbühel im Familiengrab der Huber beigesetzt.

## Erfolge

### Olympische Winterspiele
(zählten zugleich als Weltmeisterschaften)
- Grenoble 1968: 2. Slalom

### Weltcup
- Saison 1967: 8. Gesamtweltcup, 6. Slalomweltcup
- Saison 1968: 3. Gesamtweltcup, 3. Riesenslalomweltcup, 4. Slalomweltcup
- Saison 1968/69: 10. Gesamtweltcup, 5. Slalomweltcup
- 12 Podestplätze, davon 3 Siege:

| Datum         | Ort             | Land   | Disziplin    |
| ------------- | --------------- | ------ | ------------ |
| 26. März 1967 | Jackson Hole    | USA    | Slalom       |
| 31. März 1968 | Rossland        | Kanada | Riesenslalom |
| 6. April 1968 | Heavenly Valley | USA    | Riesenslalom |

### Österreichische Meisterschaften
- Österreichischer Meister im Slalom 1966 und 1968